# 明-锡兰山国战争
明-锡兰山国战争是1410年到1411年间发生在斯里兰卡的明朝郑和船队与甘波罗王国（锡兰山国）的战争。
郑和下西洋经过斯里兰卡时，羅依伽摩国王亚烈苦奈儿认为郑和船队威胁其国，打算攻击郑和船队。郑和决定离开，不过回航时又到锡兰山国，亚烈苦奈儿觊觎船上物品，诱骗郑和入国，阻断郑和归路，又发兵五万围攻其船队。郑和见其军集体进攻，防御空虚，遂率随从二千官兵，取小道突袭并攻克其首都，生擒亚烈苦奈儿一家。锡兰山军紧急回防，仍被明军击败，亚烈苦奈儿一家被掠往明朝。
永乐九年六月十六（1411年7月6日），鄭和回国献与明成祖。朝臣齐奏诛杀，明成祖怜悯亚烈苦奈儿无知，释放并遣返亚烈苦奈儿和妻子儿女，並给予衣食。同時命礼部商议，选其国人中贤者邪把乃耶（波罗伽罗摩巴忽六世），遣使赍引，诰封为锡兰山国王。
斯里兰卡史书則认为郑和打算掠走供奉在斯里兰卡的佛牙（佛陀的牙齒），因此发动战争。